# Чемпионат Владимирской области по футболу 1986
Чемпионат Владимирской области по футболу 1986 — чемпионат по футболу среди команд Владимирской области 1986 года.
В турнире принимали участие 10 команд. Турнир прошёл в два круга. За победу начислялось 2 очка, за ничью - 1 очко, за поражение - 0 очков. При равенстве очков у двух и более команд более высокое место занимал коллектив, набравший наибольшее количество очков в личных встречах. Чемпионский титул во второй раз подряд (и девятый раз в своей истории) завоевал клуб «Энергия» Муром. Серебряные медали завоевал «Темп» Муром, бронзовые — «Луч» Владимир.

## Клубы-участники
| №  | Название           | Населённый пункт | Район           | Предприятие                   | Место в предыдущем сезоне |
| -- | ------------------ | ---------------- | --------------- | ----------------------------- | ------------------------- |
| 1  | Дзержинец          | Гусь-Хрустальный |                 | Гусевский стекольный завод    | *                         |
| 2  | Команда г. Петушки | Петушки          | Петушинский     |                               | **                        |
| 3  | Луч                | Владимир         |                 | Электроприбор                 |                           |
| 4  | Металлист          | Ковров           |                 | ЗиД                           | 8                         |
| 5  | Металлург          | Кольчугино       | Кольчугинский   | Кольчугцветмет                | 4                         |
| 6  | Мотор              | Владимир         |                 | Владимирский тракторный завод | 7                         |
| 7  | Рекорд             | Александров      | Александровский | Александровский радиозавод    | 5                         |
| 8  | Текстильщик        | Киржач           | Киржачский      | Киржачский шёлковый комбинат  |                           |
| 9  | Темп               | Муром            |                 | Муромский радиозавод          | 6                         |
| 10 | Энергия            | Муром            |                 | МЗ РИП                        |                           |

* - в сезоне 1985 года команда принимала участие в турнире облсовета ДСО «Труд», заняв второе место

** - в сезоне 1985 года команда принимала участие в турнире облсовета ДСО «Металлист», заняв второе место

## Итоговая таблица
| М  | Команда                    | И  | В  | Н | П  | Мячи    | ±   | О  |
| -- | -------------------------- | -- | -- | - | -- | ------- | --- | -- |
|    | Энергия Муром              | 18 | 11 | 4 | 3  | 28 − 13 | +15 | 26 |
|    | Темп Муром                 | 18 | 8  | 8 | 2  | 25 − 16 | +9  | 24 |
|    | Луч Владимир               | 18 | 9  | 5 | 4  | 26 − 10 | +16 | 23 |
| 4  | Мотор Владимир             | 18 | 10 | 3 | 5  | 29 − 20 | +9  | 23 |
| 5  | Текстильщик Киржач         | 18 | 7  | 5 | 6  | 25 − 21 | +4  | 19 |
| 6  | Дзержинец Гусь-Хрустальный | 18 | 6  | 3 | 9  | 22 − 31 | −9  | 15 |
| 7  | Металлург Кольчугино       | 18 | 5  | 5 | 8  | 22 − 26 | −4  | 15 |
| 8  | Рекорд Александров         | 18 | 5  | 5 | 8  | 21 − 24 | −3  | 15 |
| 9  | Металлист Ковров           | 18 | 5  | 2 | 11 | 15 − 32 | −17 | 12 |
| 10 | Команда г. Петушки         | 18 | 3  | 2 | 13 | 14 − 34 | −20 | 8  |

И — игры, В — выигрыши, Н — ничьи, П — проигрыши, Мячи — забитые и пропущенные голы, ± — разница голов, О — очки

## Состав чемпионов
| «Энергия» Муром |
| Вратари: Панфёров Валерий (1966 года рождения), Сергеев Александр (1950), Хлебников Алексей (1963). Защитники: Воробьёв Сергей (1953), Грачёв Сергей (1957), Казаров Алексей (1968), Левин Александр (1954), Тришин Александр (1953). Полузащитники: Гуреев Виктор (1951), Дружинин Николай (1964), Куприянов Олег (1964), Ломанов Владимир (1955). Нападающие: Киреев Сергей (1964), Костаков Станислав (1963), Натурин Сергей (1963), Смоленков Роман (1965). Тренер: Казаков Валерий Васильевич (1947), в команде с 1980 года. |

## Источник
- Календарь-справочник «Футбол-87». — авторы составители: А. Гаврилов, В. Глебов, редактор: В. Юденич. — Владимир: Издательство «Призыв», 1987.